# Ardersier

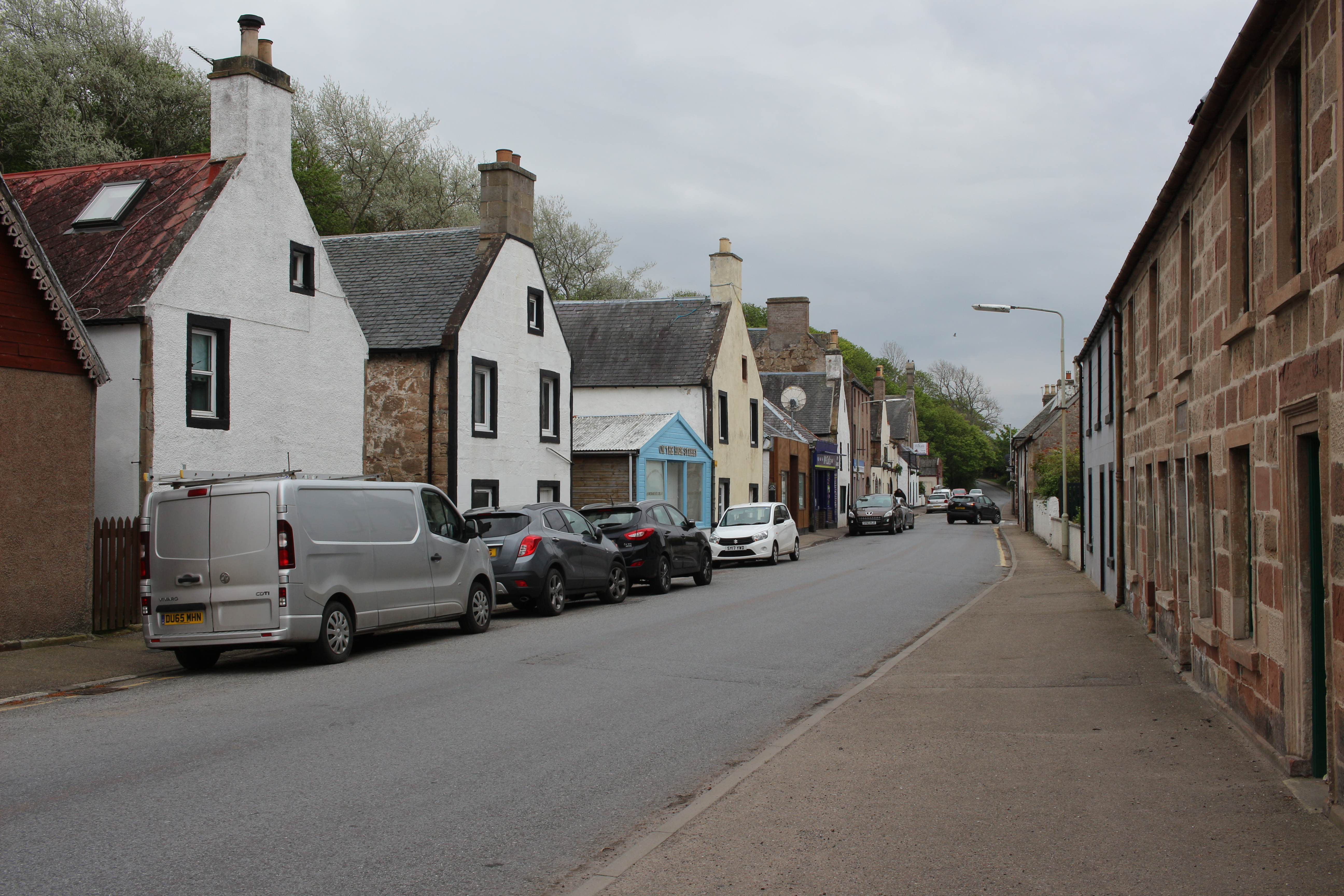
Ardersier

Ardersier (em gaélico escocês: Àird nan Saor) é uma pequena aldeia nas Terras Altas, no Moray Firth a este de Inverness, perto do Forte George e de Nairn. O seu nome é um anglicismo do gaélico "Àird nan Saor". Antes da construção do Forte George, existia no local uma pequena aldeia piscatória, cujo principal meio de subsistência era a pesaca efectuada com pequenos barcos. A sua deslocalização deu origem à vila de Ardersier.
Actualmente (2011), a vila é um local turístico, e o Forte George serve de base militar do exército britânico. No interior do forte fica o Queen's Own Highlanders Regimental Museum